# Strada M7 (Russia)
La strada M7 «Volga» è una strada federale della Russia, che collega Mosca con Ufa.
La strada costituisce un asse di grande importanza; è parte degli itinerari europei E22 ed E017.